# Cethosia thebava
Cethosia thebava är en fjärilsart som beskrevs av Grose-smith 1887. Cethosia thebava ingår i släktet Cethosia och familjen praktfjärilar. Inga underarter finns listade i Catalogue of Life.